# Mistrzostwa Europy w Zapasach 1937
16. Mistrzostwa Europy w zapasach odbywały się w 1937 roku w Paryżu we Francji w stylu klasycznym, a w stylu wolnym w Monachium w Niemczech.

## Styl klasyczny

### Medaliści
| Konkurencja | Złoto              | Srebro               | Brąz                |
| ----------- | ------------------ | -------------------- | ------------------- |
| -56 kg      | Väinö Perttunen    | Egon Svensson        | Antonín Nič         |
| -61 kg      | Kustaa Pihlajamäki | Heinrich Schwarzkopf | Einar Karlsson      |
| -66 kg      | Lauri Koskela      | Herbert Olofsson     | Fritz Weikart       |
| -72 kg      | Fritz Schäfer      | Karel Zvonař         | Walter Massop       |
| -79 kg      | Ivar Johansson     | Ludwig Schweickert   | Voldemar Mägi       |
| -87 kg      | Nils Åkerlindh     | August Neo           | Werner Seelenbinder |
| +87 kg      | Kristjan Palusalu  | John Nyman           | Josef Klapuch       |

### Tabela medalowa
| Lp. | Państwo        | Złoto | Srebro | Brąz |
| --- | -------------- | ----- | ------ | ---- |
| 1   | Szwecja        | 2     | 3      | 1    |
| 2   | Finlandia      | 2     | 0      | 0    |
| 3   | Niemcy         | 1     | 2      | 2    |
| 4   | Estonia        | 1     | 1      | 1    |
| 5   | Włochy         | 1     | 0      | 0    |
| 6   | Czechosłowacja | 0     | 1      | 2    |
| 7   | Holandia       | 0     | 0      | 1    |

## Styl wolny

### Medaliści
| Konkurencja | Złoto            | Srebro             | Brąz             |
| ----------- | ---------------- | ------------------ | ---------------- |
| -56 kg      | Jakob Brendel    | Herman Tuvesson    | William Mannula  |
| -61 kg      | Ferenc Tóth      | Kustaa Pihlajamäki | Josef Polak      |
| -66 kg      | Heini Nettesheim | Gösta Frändfors    | Fritz Vordermann |
| -72 kg      | Fritz Schäfer    | Willy Angst        | Antti Mäki       |
| -79 kg      | Ivar Johansson   | János Riheczky     | Paul Dätwyler    |
| -87 kg      | Axel Cadier      | Paul Böhmer        | József Palotás   |
| +87 kg      | Kurt Hornfischer | Willy Lardon       | Gyula Bóbis      |

### Tabela medalowa
| Lp. | Państwo        | Złoto | Srebro | Brąz |
| --- | -------------- | ----- | ------ | ---- |
| 1   | III Rzesza     | 4     | 1      | 0    |
| 2   | Szwecja        | 2     | 2      | 0    |
| 3   | Węgry          | 1     | 1      | 2    |
| 4   | Szwajcaria     | 0     | 2      | 2    |
| 5   | Finlandia      | 0     | 1      | 2    |
| 6   | Czechosłowacja | 0     | 0      | 1    |